# Mycetophila amoena
Mycetophila amoena är en tvåvingeart som först beskrevs av Johannes Winnertz 1863.  Mycetophila amoena ingår i släktet Mycetophila och familjen svampmyggor. Inga underarter finns listade i Catalogue of Life.